# Mistrovství Evropy ve fotbale
Mistrovství Evropy ve fotbale, označované zkratkou Euro, je hlavní fotbalovou soutěží mužských národních týmů organizovanou evropskou fotbalovou federací UEFA. Jde tudíž o kontinentální mistrovství, jehož se ale mohou účastnit i geograficky neevropští členové UEFA. Turnaj, jehož první ročník proběhl ve Francii v roce 1960, má většinou čtyřletou periodicitu. Prozatím ji dokázala narušit pouze pandemie covidu-19, kvůli níž se turnaj plánovaný na léto 2020 musel posunout o jeden rok (z marketingových důvodů si ale ponechal značku „Euro 2020“).
Periodicita soutěže byla naplánována tak, aby se závěrečný turnaj konal vždy v polovině čtyřletého cyklu mezi mistrovstvími světa. Jde o druhý nejsledovanější fotbalový turnaj na planetě, po světovém šampionátu. Finále Eura 2020 sledovalo 328 milionů diváků.

## Historie

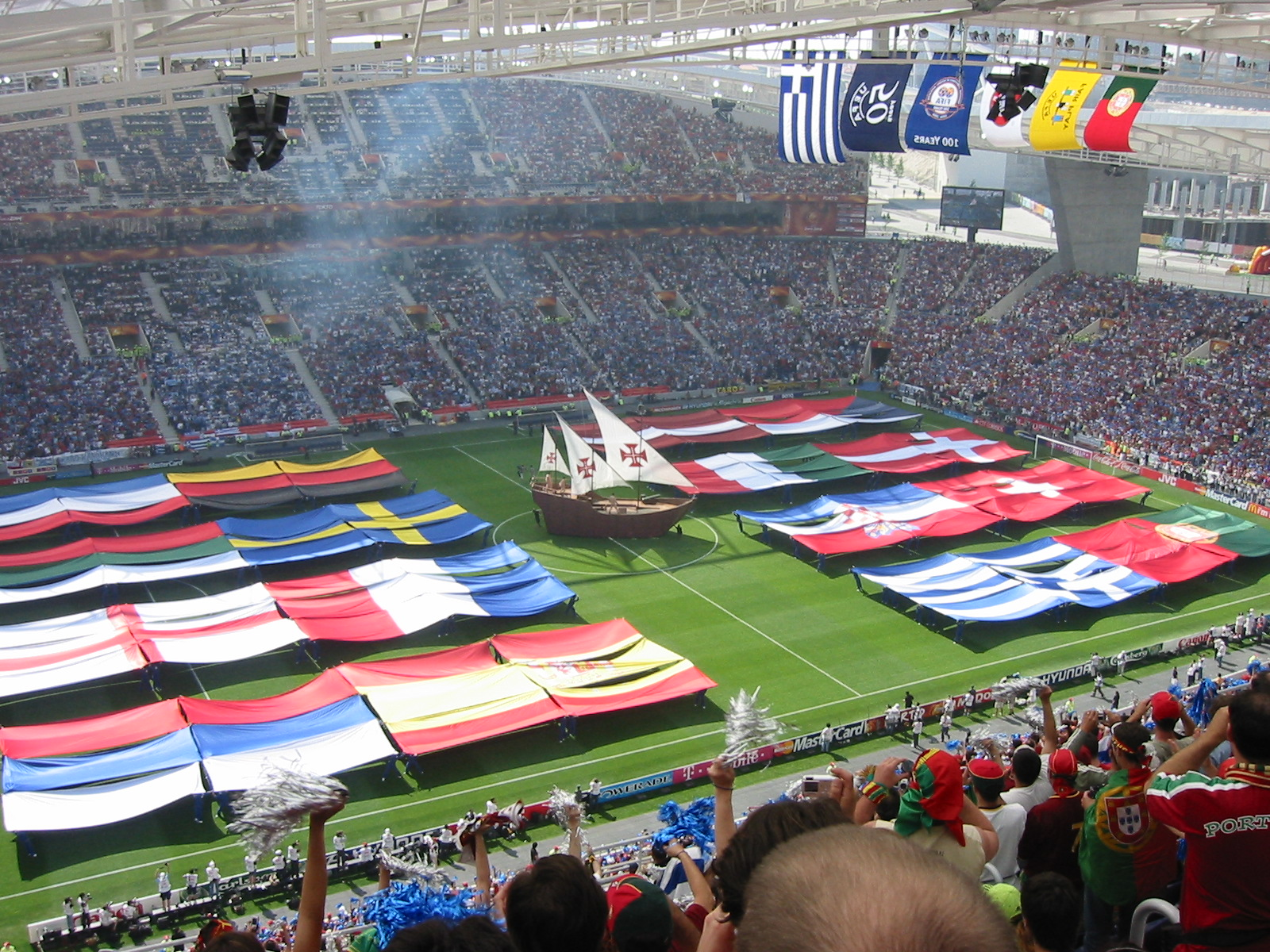
Zahajovací ceremoniál na Euru 2004

První dva ročníky (1960, 1964) se konaly pod názvem Evropský pohár národů, v roce 1968 byl přijat současný název. Od roku 1996 UEFA oficiálně užívá pro označení mistrovství marketingovou zkratku "Euro" (naproti tomu u mistrovství světa jsou podobné zkráceniny a přezdívky, jako například "mundial", pouze neoficiální). O účast na závěrečném turnaji všechny týmy svádějí zápas v turnaji kvalifikačním. V letech 1960–1976 byl závěrečný turnaj pouze čtyřčlenný a obsahoval jen dvě semifinále, finále a zápas o třetí místo. Od roku 1980 se závěrečného turnaje účastnilo osm týmů, od toho roku také platí pravidlo, že hostitelská země se kvalifikuje automaticky (toto pravidlo bylo porušeno pouze u Eura 2020, které se konalo v mnoha různých zemích). Ročník 1980 byl také posledním, kdy se hrál zápas o třetí místo. Od roku 1984 získávají bronzovou medaili oba poražení semifinalisté. V roce 1996 se počet účastníků závěrečného turnaje zvedl na šestnáct. Do té doby bylo pro evropská reprezentační mužstva snazší kvalifikovat se na mistrovství světa, kde v letech 1982–1990 hrálo 14 evropských týmů. Od roku 2016 se počet účastníků finálového turnaje zvýšil na 24 zemí (v situaci, kdy se počet členů UEFA zvýšil na 55). Formát základních skupin se prvně objevil v roce 1980, do té doby se celý turnaj hrál výhradně vyřazovacím způsobem.

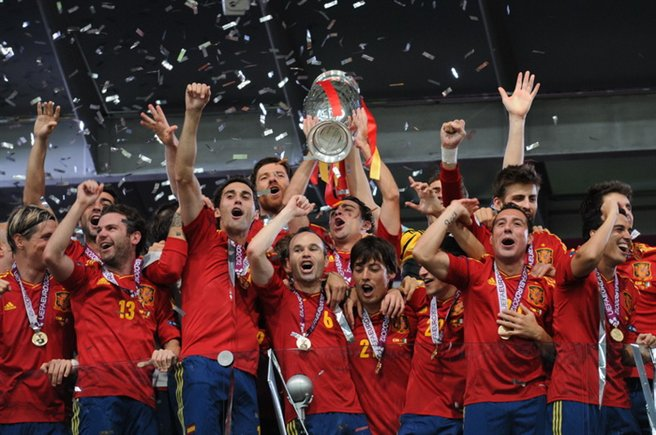
Španělsko slaví triumf na Euru 2012

Na šampionátu dosud triumfovalo deset národních týmů: Německo třikrát, Španělsko čtyřikrát, Itálie a Francie dvakrát a Sovětský svaz, Československo, Nizozemsko, Dánsko, Řecko a Portugalsko jednou. Španělsko je prozatím jediným týmem, který vyhrál dva tituly po sobě (2008 a 2012). Je poměrně tradičním jevem, že na mistrovství Evropy uspějí i týmy, kterým se na mistrovství světa tolik nedaří. Kupříkladu Řecko, mistr Evropy z roku 2004, se zúčastnilo jen tří světových šampionátů a nikdy zde nepostoupilo dále než do osmifinále. Bronzový medailista z Eura Wales hrál na mistrovství světa jen dvakrát. Dánsko má z Eura již tři medaile, z mistrovství světa žádnou. Samostatné Česko se kvalifikovalo na všechna Eura od roku 1996 a získalo na nich dvě medaile, ale ve stejné době se mu jen jedinkrát podařilo probojovat na mistrovství světa, kde vypadlo v základní skupině.

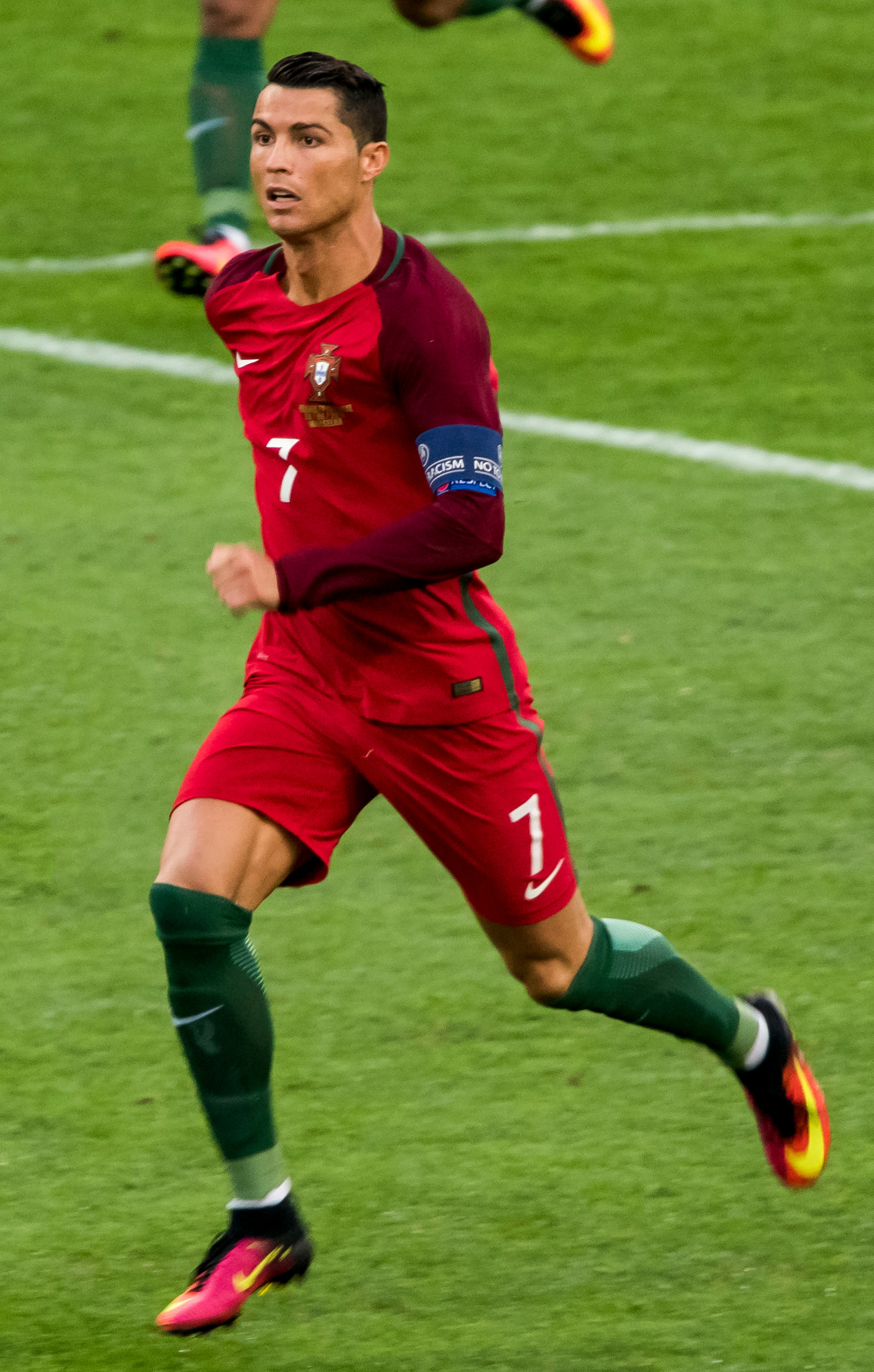
Portugalec Cristiano Ronaldo je se 14 brankami nejlepším střelcem historie mistrovství Evropy

Zajímavostí je, že ačkoli je Evropa kolébkou fotbalu, vznik kontinentálního mistrovství byl poměrně pozdní. Například jihoamerické mistrovství Copa América vzniklo již roku 1916. Myšlenku celoevropského fotbalového turnaje poprvé navrhl generální sekretář Francouzské fotbalové federace Henri Delaunay v roce 1927, ale komplikované vztahy mezi evropskými státy v meziválečném období, organizační chaos (UEFA vznikla až roku 1954), tradiční izolacionismus britské kopané a nelehká ekonomická situace Evropy po druhé světové válce realizaci nápadu odsunuly až na konec 50. let. Když byla kvalifikační část prvního mistrovství konečně rozehrána (v roce 1958), byl Delaunay již tři roky po smrti. Byla po něm alespoň pojmenována trofej udělovaná evropským šampionům. Nicméně na svém počátku nemělo mistrovství Evropy jednoduchou pozici a důvěru všech evropských zemí: do první kvalifikace se přihlásilo jen 17 států, mezi nimiž chyběly třeba Anglie, Nizozemsko, Západní Německo a Itálie.
Nejdůležitějším předchůdcem Eura byl Mezinárodní pohár pořádaný v letech 1927–1960. Účastnily se ho však reprezentace omezeného počtu evropských zemí: Československa, Maďarska, Rakouska, Švýcarska, Itálie a Jugoslávie. Před druhou světovou válkou byly ale právě tyto národní týmy nejlepší v Evropě, jak dokazují výsledky mistrovství světa. Z fotbalového pravěku patří k pokusům o nastartování tradice evropského šampionátu Amatérské mistrovství Evropy ve fotbale z roku 1911.
Do dějin mistrovství Evropy často zasahovala politika. Již do čtvrtfinále prvního šampionátu odmítli nastoupit z politických důvodů Španělé proti Sovětům. Řecko odstoupilo z kvalifikace druhého šampionátu, protože odmítlo hrát proti Albánii, s níž bylo stále ve válečném stavu. Již kvalifikovaná Jugoslávie byla kvůli jugoslávské válce vyloučena z Eura 1992. Její náhradník Dánsko pak celý turnaj překvapivě vyhrálo. V roce 2022 bylo kvůli vojenské invazi na Ukrajinu z kvalifikace Eura vyloučeno Rusko.

## Trofej

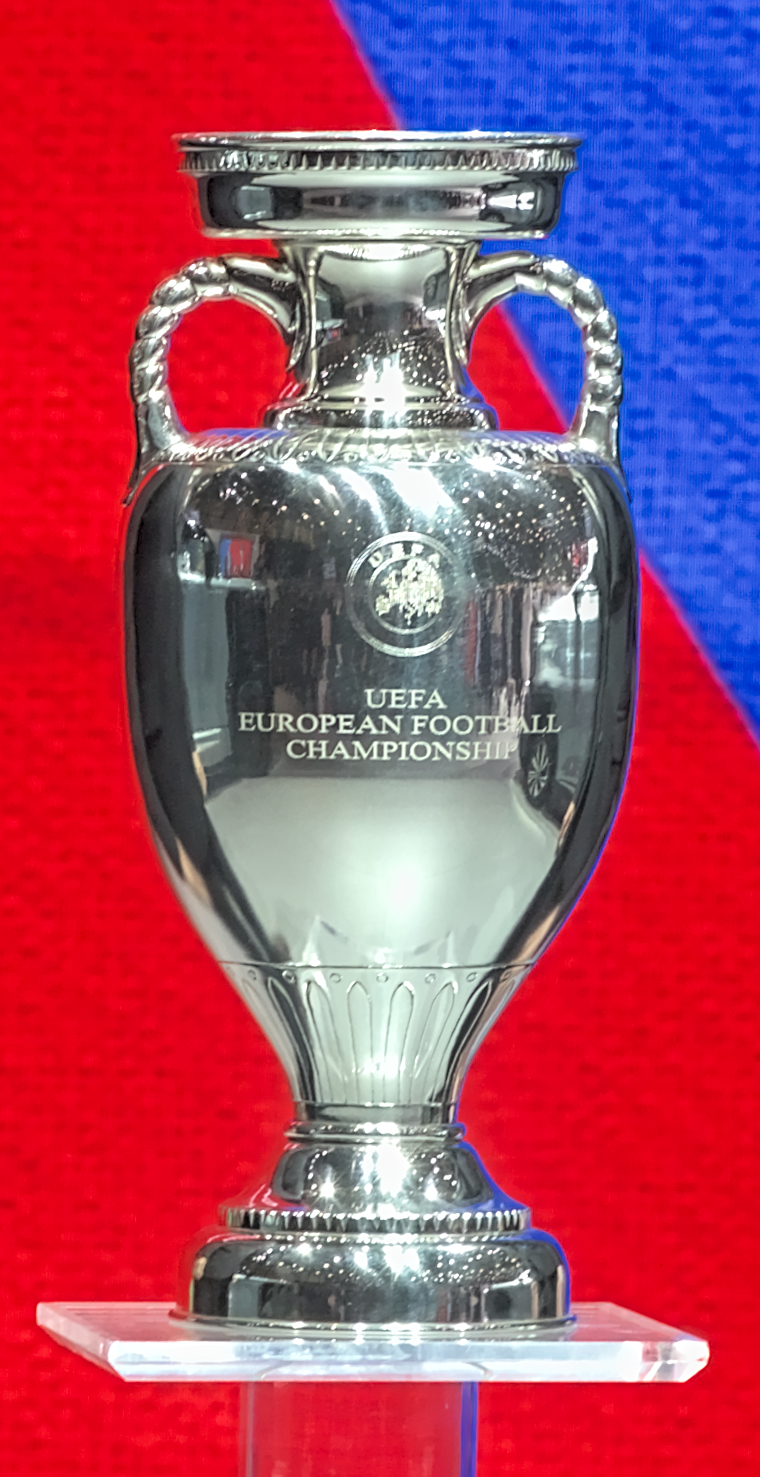

Pohár Henriho Delaunaye je trofej, která se uděluje vítězi mistrovství Evropy. Je pojmenována na počest Henriho Delaunaye, prvního generálního sekretáře UEFA, který přišel s myšlenkou evropského šampionátu, ale zemřel pět let před prvním ročníkem, v roce 1960. Vytvoření trofeje měl na starosti jeho syn Pierre. Od prvního turnaje byla udělována vítěznému týmu, aby si jej ponechal po dobu čtyř let, do dalšího turnaje. Tato trofej nesla na přední straně slova Coupe d'Europe (Evropský pohár), Coupe Henri Delaunay (Pohár Henriho Delaunaye) a Championnat d'Europe (Mistrovství Evropy) a žonglér [ujasnit] na zadní straně.
Pro turnaj v roce 2008 byla Henri Delaunay Trophy předělána, na větší, protože stará trofej byla zastíněna jinými trofejemi UEFA, třeba jako je nový Pohár pro vítěze Ligy mistrů. Nová trofej, která je vyrobena ze sterlingového stříbra, váží 8 kilogramů a je 60 centimetrů vysoká, přičemž je o 2 kilogramy těžší a o 18 centimetrů delší než ta stará. Mramorový podstavec, který sloužil jako základ, byl odstraněn. Nový stříbrný základ trofeje se musel zvětšit, aby byla stabilní.

## Výsledky
| 1960 Detaily | Francie                    | SSSR Trenér - Konstantin Beskov Soupiska        | 2 - 1 v prodloužení         | Jugoslávie Trenér - Aleksandar Tirnanić Soupiska  | Československo Trenér - Rudolf Vytlačil Soupiska | 2 - 0                 | Francie Trenér - Albert Batteux Soupiska       |  |  |  |  |  |
| 1964 Detaily | Španělsko                  | Španělsko Trenér - José Villalonga Soupiska     | 2 - 1                       | SSSR Trenér - Konstantin Beskov Soupiska          | Maďarsko Trenér - Lajos Baróti Soupiska          | 3 - 1 v prodloužení   | Dánsko Trenér - Poul Petersen Soupiska         |  |  |  |  |  |
| 1968 Detaily | Itálie                     | Itálie Trenér - Ferruccio Valcareggi Soupiska   | 1 - 1 2 - 0 opakovaný zápas | Jugoslávie Trenér - Rajko Mitić Soupiska          | Anglie Trenér - Alf Ramsey Soupiska              | 2 - 0                 | SSSR Trenér - Michail Jakušin Soupiska         |  |  |  |  |  |
| 1972 Detaily | Belgie                     | SRN Trenér - Helmut Schön Soupiska              | 3 - 0                       | SSSR Trenér - Alexandr Ponomarjov Soupiska        | Belgie Trenér - Raymond Goethals Soupiska        | 2 - 1                 | Maďarsko Trenér - Rudolf Illovszky Soupiska    |  |  |  |  |  |
| 1976 Detaily | Jugoslávie                 | Československo Trenér - Václav Ježek Soupiska   | 2 - 2 (5 - 3) penalty       | SRN Trenér - Helmut Schön Soupiska                | Nizozemsko Trenér - George Knobel Soupiska       | 3 - 2 v prodloužení   | Jugoslávie Trenér - Ante Mladinić Soupiska     |  |  |  |  |  |
| 1980 Detaily | Itálie                     | SRN Trenér - Jupp Derwall Soupiska              | 2 - 1                       | Belgie Trenér - Guy Thys Soupiska                 | Československo Trenér - Jozef Vengloš Soupiska   | 1 - 1 (9 - 8) penalty | Itálie Trenér - Enzo Bearzot Soupiska          |  |  |  |  |  |
|              |                            |                                                 |                             |                                                   |                                                  |                       |                                                |  |  |  |  |  |
| Rok          | Místo konání               | Vítězové                                        | Skóre                       | Finalisté                                         | Semifinalisté                                    | Semifinalisté         | Semifinalisté                                  |  |  |  |  |  |
| 1984 Detaily | Francie                    | Francie Trenér - Michel Hidalgo Soupiska        | 2 - 0                       | Španělsko Trenér - Miguel Muñoz Soupiska          | Dánsko Trenér - Sepp Piontek Soupiska            | nehrálo se            | Portugalsko Trenér - Fernando Cabrita Soupiska |  |  |  |  |  |
| 1988 Detaily | SRN                        | Nizozemsko Trenér - Rinus Michels Soupiska      | 2 - 0                       | SSSR Trenér - Valerij Lobanovskyj Soupiska        | SRN Trenér - Franz Beckenbauer Soupiska          | nehrálo se            | Itálie Trenér - Azeglio Vicini Soupiska        |  |  |  |  |  |
| 1992 Detaily | Švédsko                    | Dánsko Trenér - Richard Møller Nielsen Soupiska | 2 - 0                       | Německo Trenér - Berti Vogts Soupiska             | Nizozemsko Trenér - Rinus Michels Soupiska       | nehrálo se            | Švédsko Trenér - Tommy Svensson Soupiska       |  |  |  |  |  |
| 1996 Detaily | Anglie                     | Německo Trenér - Berti Vogts Soupiska           | 2 - 1 zlatý gól             | Česko Trenér - Dušan Uhrin soupiska               | Anglie Trenér - Terry Venables Soupiska          | nehrálo se            | Francie Trenér - Aimé Jacquet Soupiska         |  |  |  |  |  |
| 2000 Detaily | Belgie a Nizozemsko        | Francie Trenér - Roger Lemerre Soupiska         | 2 - 1 zlatý gól             | Itálie Trenér - Dino Zoff Soupiska                | Nizozemsko Trenér - Frank Rijkaard Soupiska      | nehrálo se            | Portugalsko Trenér - Humberto Coelho Soupiska  |  |  |  |  |  |
| 2004 Detaily | Portugalsko                | Řecko Trenér - Otto Rehhagel Soupiska           | 1 - 0                       | Portugalsko Trenér - Luiz Felipe Scolari Soupiska | Česko Trenér - Karel Brückner soupiska           | nehrálo se            | Nizozemsko Trenér - Dick Advocaat Soupiska     |  |  |  |  |  |
| 2008 Detaily | Rakousko a Švýcarsko       | Španělsko Trenér - Luis Aragonés Soupiska       | 1 - 0                       | Německo Trenér - Joachim Löw Soupiska             | Rusko Trenér - Guus Hiddink Soupiska             | nehrálo se            | Turecko Trenér - Fatih Terim Soupiska          |  |  |  |  |  |
| 2012 Detaily | Polsko a Ukrajina          | Španělsko Trenér - Vicente del Bosque Soupiska  | 4 - 0                       | Itálie Trenér - Cesare Prandelli Soupiska         | Německo Trenér - Joachim Löw Soupiska            | nehrálo se            | Portugalsko Trenér - Paulo Bento Soupiska      |  |  |  |  |  |
| 2016 Detaily | Francie                    | Portugalsko Trenér - Fernando Santos Soupiska   | 1 - 0                       | Francie Trenér - Didier Deschamps Soupiska        | Německo Trenér - Joachim Löw Soupiska            | nehrálo se            | Wales Trenér - Chris Coleman Soupiska          |  |  |  |  |  |
| 2020 Detaily | Evropské státy             | Itálie Trenér - Roberto Mancini Soupiska        | 1 - 1 (3 - 2) penalty       | Anglie Trenér - Gareth Southgate Soupiska         | Dánsko Trenér - Kasper Hjulmand Soupiska         | nehrálo se            | Španělsko Trenér - Luis Enrique Soupiska       |  |  |  |  |  |
| 2024 Detaily | Německo                    | Španělsko Trenér - Luis de la Fuente Soupiska   | 2 - 1                       | Anglie Trenér - Gareth Southgate Soupiska         | Nizozemsko Trenér - Ronald Koeman Soupiska       | nehrálo se            | Francie Trenér - Didier Deschamps Soupiska     |  |  |  |  |  |
| 2028 Detaily | Spojené království a Irsko |                                                 |                             |                                                   |                                                  |                       |                                                |  |  |  |  |  |
| 2032 Detaily | Itálie a Turecko           |                                                 |                             |                                                   |                                                  |                       |                                                |  |  |  |  |  |

### Historické pořadí podle medailí (2024)
|     | Země                   | Zlatá medaile | Stříbrná medaile | Bronzová medaile | Celkem |
| 1.  | Španělsko              | 4             | 1                | 1                | 6      |
| 2.  | Německo                | 3             | 3                | 3                | 9      |
| 3.  | Itálie                 | 2             | 2                | 1                | 5      |
| 4.  | Francie                | 2             | 1                | 2                | 5      |
| 5.  | Rusko / Sovětský svaz  | 1             | 3                | 1                | 5      |
|     | z toho Sovětský svaz   | 1             | 3                | 0                | 4      |
|     | z toho Rusko           | 0             | 0                | 1                | 1      |
| 6.  | Česko / Československo | 1             | 1                | 3                | 5      |
|     | z toho Československo  | 1             | 0                | 2                | 3      |
|     | z toho Česko           | 0             | 1                | 1                | 2      |
|     | Portugalsko            | 1             | 1                | 3                | 5      |
| 8.  | Nizozemsko             | 1             | 0                | 5                | 6      |
| 9.  | Dánsko                 | 1             | 0                | 2                | 3      |
| 10. | Řecko                  | 1             | 0                | 0                | 1      |
| 11. | Jugoslávie             | 0             | 2                | 0                | 2      |
| 12. | Anglie                 | 0             | 2                | 2                | 4      |
| 13. | Belgie                 | 0             | 1                | 1                | 2      |
| 14. | Maďarsko               | 0             | 0                | 1                | 1      |
|     | Švédsko                | 0             | 0                | 1                | 1      |
|     | Turecko                | 0             | 0                | 1                | 1      |
|     | Wales                  | 0             | 0                | 1                | 1      |

### Medailový stav po Mistrovství Evropy ve fotbale 2024
| Země                   | Účast na ME                                                                            | Zlatá medaile          | Stříbrná medaile | Bronzová medaile             | Celkem |
| Německo                | 14x 1972, 1976, 1980, 1984, 1988, 1992, 1996, 2000, 2004, 2008, 2012, 2016, 2020, 2024 | 1972, 1980, 1996       | 1976, 1992, 2008 | 1988, 2012, 2016             | 9      |
| Španělsko              | 12x 1964, 1980, 1984, 1988, 1996, 2000, 2004, 2008, 2012, 2016, 2020, 2024             | 1964, 2008, 2012, 2024 | 1984             | 2020                         | 6      |
| Nizozemsko             | 11x 1976, 1980, 1988, 1992, 1996, 2000, 2004, 2008, 2012, 2020, 2024                   | 1988                   | ----             | 1976, 1992, 2000, 2004, 2024 | 6      |
| Francie                | 11x 1960, 1984, 1992, 1996, 2000, 2004, 2008, 2012, 2016, 2020, 2024                   | 1984, 2000             | 2016             | 1996, 2024                   | 5      |
| Anglie                 | 11x 1968, 1980, 1988, 1992, 1996, 2000, 2004, 2012, 2016, 2020, 2024                   | ----                   | 2020, 2024       | 1968, 1996                   | 4      |
| Itálie                 | 11x 1968, 1980, 1988, 1996, 2000, 2004, 2008, 2012, 2016, 2020, 2024                   | 1968, 2020             | 2000, 2012       | 1988                         | 5      |
| Česko / Československo | 11x 1960, 1976, 1980, 1996, 2000, 2004, 2008, 2012, 2016, 2020, 2024                   | 1976                   | 1996             | 1960, 1980, 2004             | 5      |
| Dánsko                 | 10x 1964, 1984, 1988, 1992, 1996, 2000, 2004, 2012, 2020, 2024                         | 1992                   | ----             | 1984, 2020                   | 3      |
| Portugalsko            | 9x 1984, 1996, 2000, 2004, 2008, 2012, 2016, 2020, 2024                                | 2016                   | 2004             | 1984, 2000, 2012             | 5      |
| Švédsko                | 7x 1992, 2000, 2004, 2008, 2012, 2016, 2020                                            | ----                   | ----             | 1992                         | 1      |
| Chorvatsko             | 7x 1996, 2004, 2008, 2012, 2016, 2020, 2024                                            | ----                   | ----             | ----                         | 0      |
| Sovětský svaz          | 6x 1960, 1964, 1968, 1972, 1988, 1992                                                  | 1960                   | 1964, 1972, 1988 | ----                         | 4      |
| Rusko                  | 6x 1996, 2004, 2008, 2012, 2016, 2020                                                  | ----                   | ----             | 2008                         | 1      |
| Rumunsko               | 6x 1984, 1996, 2000, 2008, 2016, 2024                                                  | ----                   | ----             | ----                         | 0      |
| Belgie                 | 6x 1972, 1980, 2000, 2016, 2020, 2024                                                  | ----                   | 1980             | 1972                         | 2      |
| Švýcarsko              | 6x 1996, 2004, 2008, 2016, 2020, 2024                                                  | ----                   | ----             | ----                         | 0      |
| Turecko                | 6x 1996, 2000, 2008, 2016, 2020, 2024                                                  | ----                   | ----             | 2008                         | 1      |
| Jugoslávie / Srbsko    | 6x 1960, 1968, 1976, 1984, 2000, 2024                                                  | ----                   | 1960, 1968       | ----                         | 2      |
| Maďarsko               | 5x 1964, 1972, 2016, 2020, 2024                                                        | ----                   | ----             | 1964                         | 1      |
| Polsko                 | 5x 2008, 2012, 2016, 2020, 2024                                                        | ----                   | ----             | ----                         | 0      |
| Řecko                  | 4x 1980, 2004, 2008, 2012                                                              | 2004                   | ----             | ----                         | 1      |
| Rakousko               | 4x 2008, 2016, 2020, 2024                                                              | ----                   | ----             | ----                         | 0      |
| Skotsko                | 4x 1992, 1996, 2020, 2024                                                              | ----                   | ----             | ----                         | 0      |
| Ukrajina               | 4x 2012, 2016, 2020, 2024                                                              | ----                   | ----             | ----                         | 0      |
| Irsko                  | 3x 1988, 2012, 2016                                                                    | ----                   | ----             | ----                         | 0      |
| Slovensko              | 3x 2016, 2020, 2024                                                                    | ----                   | ----             | ----                         | 0      |
| Bulharsko              | 2x 1996, 2004                                                                          | ----                   | ----             | ----                         | 0      |
| Wales                  | 2x 2016, 2020                                                                          | ----                   | ----             | 2016                         | 1      |
| Albánie                | 2x 2016, 2024                                                                          | ----                   | ----             | ----                         | 0      |
| Slovinsko              | 2x 2000, 2024                                                                          | ----                   | ----             | ----                         | 0      |
| Norsko                 | 1x 2000                                                                                | ----                   | ----             | ----                         | 0      |
| Lotyšsko               | 1x 2004                                                                                | ----                   | ----             | ----                         | 0      |
| Island                 | 1x 2016                                                                                | ----                   | ----             | ----                         | 0      |
| Severní Irsko          | 1x 2016                                                                                | ----                   | ----             | ----                         | 0      |
| Finsko                 | 1x 2020                                                                                | ----                   | ----             | ----                         | 0      |
| Severní Makedonie      | 1x 2020                                                                                | ----                   | ----             | ----                         | 0      |
| Gruzie                 | 1x 2024                                                                                | ----                   | ----             | ----                         | 0      |

### Účast jednotlivých zemí
| Země | 1960 | 1964 | 1968 | 1972 | 1976 | 1980 | 1984 | 1988 | 1992 | 1996 | 2000 | 2004 | 2008 | 2012 | 2016 | 2021 |
| Kvalifikace | 17   | 29   | 31   | 32   | 32   | 31   | 32   | 32   | 34   | 47   | 49   | 50   | 50   | 51   | 54   | 55   |
| Závěrečný turnaj | 4    | 4    | 4    | 4    | 4    | 8    | 8    | 8    | 8    | 16   | 16   | 16   | 16   | 16   | 24   | 24   |
| Albánie | -    | K2K  | KZS  | KZS  | -    | -    | KZS  | KZS  | KZS  | KZS  | KZS  | KZS  | KZS  | KZS  | ZS   | KZS  |
| Andorra | -    | -    | -    | -    | -    | -    | -    | -    | -    | -    | KZS  | KZS  | KZS  | KZS  | KZS  | KZS  |
| Anglie | -    | K1K  | 3    | KČT  | KZS  | ZS   | KZS  | ZS   | ZS   | SMF  | ZS   | ČTV  | KZS  | ČTV  | OSM  | 2    |
| Arménie |      |      |      |      |      |      |      |      | -    | KZS  | KZS  | KZS  | KZS  | KZS  | KZS  | KZS  |
| Ázerbájdžán |      |      |      |      |      |      |      |      | -    | KZS  | KZS  | KZS  | KZS  | KZS  | KZS  | KZS  |
| Belgie | -    | K1K  | KZS  | 3    | KČT  | 2    | ZS   | KZS  | KZS  | KZS  | ZS   | KZS  | KZS  | KZS  | ČTV  | ČTV  |
| Bělorusko |      |      |      |      |      |      |      |      | -    | KZS  | KZS  | KZS  | KZS  | KZS  | KZS  | KBR  |
| Bosna a Hercegovina |      |      |      |      |      |      |      |      | -    | -    | KZS  | KZS  | KZS  | KBR  | KBR  | KBR  |
| Bulharsko | K1K  | K2K  | KČT  | KZS  | KZS  | KZS  | KZS  | KZS  | KZS  | ZS   | KZS  | ZS   | KZS  | KZS  | KZS  | KBR  |
| Černá Hora |      |      |      |      |      |      |      |      |      |      |      |      | -    | KBR  | KZS  | KZS  |
| Česko1 | 3    | K1K  | KZS  | KZS  | 1    | 3    | KZS  | KZS  | KZS  | 2    | ZS   | SMF  | ZS   | ČTV  | ZS   | ČTV  |
| Dánsko | K1K  | 4    | KZS  | KZS  | KZS  | KZS  | SMF  | ZS   | 1    | ZS   | ZS   | ČTV  | KZS  | ZS   | KBR  | SMF  |
| Estonsko |      |      |      |      |      |      |      |      | -    | KZS  | KZS  | KZS  | KZS  | KBR  | KZS  | KZS  |
| Faerské ostrovy | -    | -    | -    | -    | -    | -    | -    | -    | KZS  | KZS  | KZS  | KZS  | KZS  | KZS  | KZS  | KZS  |
| Finsko | -    | -    | KZS  | KZS  | KZS  | KZS  | KZS  | KZS  | KZS  | KZS  | KZS  | KZS  | KZS  | KZS  | KZS  | ZS   |
| Francie | 4    | KČT  | KČT  | KZS  | KZS  | KZS  | 1    | KZS  | ZS   | SMF  | 1    | ČTV  | ZS   | ČTV  | 2    | OSM  |
| Gibraltar | -    | -    | -    | -    | -    | -    | -    | -    | -    | -    | -    | -    | -    | -    | KZS  | KZS  |
| Gruzie |      |      |      |      |      |      |      |      | -    | KZS  | KZS  | KZS  | KZS  | KZS  | KZS  | KBR  |
| Chorvatsko |      |      |      |      |      |      |      |      | -    | ČTV  | KZS  | ZS   | ČTV  | ZS   | OSM  | OSM  |
| Země | 1960 | 1964 | 1968 | 1972 | 1976 | 1980 | 1984 | 1988 | 1992 | 1996 | 2000 | 2004 | 2008 | 2012 | 2016 | 2021 |
| Irsko | KPŘ  | KČT  | KZS  | KZS  | KZS  | KZS  | KZS  | ZS   | KZS  | KBR  | KBR  | KZS  | KZS  | ZS   | OSM  | KBR  |
| Island | -    | K1K  | -    | -    | KZS  | KZS  | KZS  | KZS  | KZS  | KZS  | KZS  | KZS  | KZS  | KZS  | ČTV  | KBR  |
| Itálie | -    | K2K  | 1    | KČT  | KZS  | 4    | KZS  | SMF  | KZS  | ZS   | 2    | ZS   | ČTV  | 2    | ČTV  | 1    |
| Izrael | -    | -    | -    | -    | -    | -    | -    | -    | -    | KZS  | KBR  | KZS  | KZS  | KZS  | KZS  | KBR  |
| Kazachstán |      |      |      |      |      |      |      |      | -    | -    | -    | -    | KZS  | KZS  | KZS  | KZS  |
| Kosovo |      |      |      |      |      |      |      |      |      |      |      |      |      | -    | -    | KBR  |
| Kypr | -    | -    | KZS  | KZS  | KZS  | KZS  | KZS  | KZS  | KZS  | KZS  | KZS  | KZS  | KZS  | KZS  | KZS  | KZS  |
| Lichtenštejnsko | -    | -    | -    | -    | -    | -    | -    | -    | -    | KZS  | KZS  | KZS  | KZS  | KZS  | KZS  | KZS  |
| Litva |      |      |      |      |      |      |      |      | -    | KZS  | KZS  | KZS  | KZS  | KZS  | KZS  | KZS  |
| Lotyšsko |      |      |      |      |      |      |      |      | -    | KZS  | KZS  | ZS   | KZS  | KZS  | KZS  | KZS  |
| Lucembursko | -    | KČT  | KZS  | KZS  | KZS  | KZS  | KZS  | KZS  | KZS  | KZS  | KZS  | KZS  | KZS  | KZS  | KZS  | KZS  |
| Maďarsko | K1K  | 3    | KČT  | 4    | KZS  | KZS  | KZS  | KZS  | KZS  | KZS  | KZS  | KZS  | KZS  | KZS  | OSM  | ZS   |
| Malta |      | K1K  | -    | KZS  | KZS  | KZS  | KZS  | KZS  | KZS  | KZS  | KZS  | KZS  | KZS  | KZS  | KZS  | KZS  |
| Moldavsko |      |      |      |      |      |      |      |      | -    | KZS  | KZS  | KZS  | KZS  | KZS  | KZS  | KZS  |
| NDR | K1K  | K2K  | KZS  | KZS  | KZS  | KZS  | KZS  | KZS  | KZS  |      |      |      |      |      |      |      |
| Německo | -    | -    | KZS  | 1    | 2    | 1    | ZS   | SMF  | 2    | 1    | ZS   | ZS   | 2    | SMF  | SMF  | OSM  |
| Nizozemsko | -    | K2K  | KZS  | KZS  | 3    | ZS   | KZS  | 1    | SMF  | ČTV  | SMF  | SMF  | ČTV  | ZS   | KZS  | OSM  |
| Norsko | K1K  | K1K  | KZS  | KZS  | KZS  | KZS  | KZS  | KZS  | KZS  | KZS  | ZS   | KBR  | KZS  | KZS  | KBR  | KBR  |
| Polsko | K1K  | K1K  | KZS  | KZS  | KZS  | KZS  | KZS  | KZS  | KZS  | KZS  | KZS  | KZS  | ZS   | ZS   | ČTV  | ZS   |
| Země | 1960 | 1964 | 1968 | 1972 | 1976 | 1980 | 1984 | 1988 | 1992 | 1996 | 2000 | 2004 | 2008 | 2012 | 2016 | 2021 |
| Portugalsko | KČT  | K1K  | KZS  | KZS  | KZS  | KZS  | SMF  | KZS  | KZS  | ČTV  | SMF  | 2    | ČTV  | SMF  | 1    | OSM  |
| Rakousko | KČT  | K2K  | KZS  | KZS  | KZS  | KZS  | KZS  | KZS  | KZS  | KZS  | KZS  | KZS  | ZS   | KZS  | ZS   | OSM  |
| Rumunsko | KČT  | K1K  | KZS  | KČT  | KZS  | KZS  | ZS   | KZS  | KZS  | ZS   | ČTV  | KZS  | ZS   | KZS  | ZS   | KBR  |
| Rusko 2 | 1    | 2    | 4    | 2    | KZS  | KZS  | KZS  | 2    | ZS   | ZS   | KZS  | ZS   | SMF  | ZS   | ZS   | ZS   |
| Řecko | K1K  | ODS5 | KZS  | KZS  | KZS  | ZS   | KZS  | KZS  | KZS  | KZS  | KZS  | 1    | ZS   | ČTV  | KZS  | KZS  |
| San Marino | -    | -    | -    | -    | -    | -    | -    | -    | KZS  | KZS  | KZS  | KZS  | KZS  | KZS  | KZS  | KZS  |
| Severní Irsko | -    | K2K  | KZS  | KZS  | KZS  | KZS  | KZS  | KZS  | KZS  | KZS  | KZS  | KZS  | KZS  | KZS  | OSM  | KBR  |
| Severní Makedonie |      |      |      |      |      |      |      |      | -    | KZS  | KZS  | KZS  | KZS  | KZS  | KZS  | ZS   |
| Skotsko | -    | -    | KZS  | KZS  | KZS  | KZS  | KZS  | KZS  | ZS   | ZS   | KBR  | KBR  | KZS  | KZS  | KZS  | ZS   |
| Slovensko |      |      |      |      |      |      |      |      |      | KZS  | KZS  | KZS  | KZS  | KZS  | OSM  | ZS   |
| Slovinsko |      |      |      |      |      |      |      |      | -    | KZS  | ZS   | KBR  | KZS  | KZS  | KBR  | KZS  |
| Srbsko3 | 2    | K2K  | 2    | KČT  | 4    | KZS  | ZS   | KZS  | DIS6 | -    | ČTV  | KZS  | KZS  | KZS  | KZS  | KBR  |
| Španělsko | ODS4 | 1    | KČT  | KZS  | KČT  | ZS   | 2    | ZS   | KZS  | ČTV  | ČTV  | ZS   | 1    | 1    | OSM  | SMF  |
| Švédsko | -    | KČT  | KZS  | KZS  | KZS  | KZS  | KZS  | KZS  | SMF  | KZS  | ZS   | ČTV  | ZS   | ZS   | ZS   | OSM  |
| Švýcarsko | -    | K1K  | KZS  | KZS  | KZS  | KZS  | KZS  | KZS  | KZS  | ZS   | KZS  | ZS   | ZS   | KZS  | OSM  | ČTV  |
| Turecko | K1K  | K1K  | KZS  | KZS  | KZS  | KZS  | KZS  | KZS  | KZS  | ZS   | ČTV  | KBR  | SMF  | KBR  | ZS   | ZS   |
| Ukrajina |      |      |      |      |      |      |      |      | -    | KZS  | KBR  | KZS  | KZS  | ZS   | ZS   | ČTV  |
| Wales | -    | K1K  | KZS  | KZS  | KČT  | KZS  | KZS  | KZS  | KZS  | KZS  | KZS  | KBR  | KZS  | KZS  | SMF  | OSM  |
| Závěrečný turnaj | 4    | 4    | 4    | 4    | 4    | 8    | 8    | 8    | 8    | 16   | 16   | 16   | 16   | 16   | 24   | 24   |
| Kvalifikace | 17   | 29   | 31   | 32   | 32   | 31   | 32   | 32   | 34   | 47   | 49   | 50   | 50   | 51   | 53   | 53   |
| 1 1960–1992 Československo, od 1996 Česko 2 1960–1988 SSSR, 1992 kvalifikace SSSR, 1992 závěrečný turnaj SNS, od 1996 Rusko 3 1960–2000 Jugoslávie, 2004 Srbsko a Černá Hora, od 2008 Srbsko 4Španělsko nenastoupilo proti Sovětskému svazu 5Řecko nenastoupilo proti Albánii 6Na základě sankcí OSN se Jugoslávie nemohla zúčastnit závěrečného turnaje. Vysvětlivky ke kvalifikaci: KPŘ - kvalifikace předkolo, K1K - kvalifikace 1. kolo, K2K - kvalifikace 2. kolo, KČT - kvalifikace čtvrtfinále, KZS - kvalifikace základní skupina, KBR - kvalifikace baráž |      |      |      |      |      |      |      |      |      |      |      |      |      |      |      |      |

### Historická tabulka podle získaných bodů do roku 2021 (včetně)
Tabulka zobrazuje úspěšnost zemí podle vítězství, remíz a porážek. V letech 1960–1992 byly za vítězství dva body, remízu jeden bod a porážku nula bodů. Od ME 1996 jsou za vítězství tři body.
|     | Země                  | Účast | Zápasy | Výhry | Remízy | Porážky | Skóre   | Body |
| --- | --------------------- | ----- | ------ | ----- | ------ | ------- | ------- | ---- |
| 1.  | Německo               | 13    | 53     | 27    | 13     | 13      | 78:55   | 83   |
| 2.  | Itálie                | 10    | 45     | 21    | 18     | 6       | 52:31   | 77   |
| 3.  | Španělsko             | 11    | 46     | 21    | 15     | 10      | 68:42   | 74   |
| 4.  | Francie               | 10    | 43     | 21    | 12     | 10      | 69:50   | 70   |
| 5.  | Portugalsko           | 8     | 39     | 19    | 10     | 10      | 56:38   | 66   |
| 6.  | Nizozemsko            | 10    | 39     | 20    | 8      | 11      | 65:41   | 60   |
| 7.  | Anglie                | 10    | 38     | 15    | 13     | 10      | 51:37   | 54   |
| 8.  | Československo / ČR   | 10    | 37     | 15    | 7      | 15      | 48:47   | 49   |
|     | z toho Československo | 3     | 8      | 3     | 3      | 2       | 12:10   | 9    |
|     | z toho Česko          | 7     | 29     | 12    | 4      | 13      | 36:37   | 40   |
| 9.  | SSSR / SNS / Rusko    | 12    | 36     | 13    | 7      | 16      | 40:52   | 39   |
|     | z toho Sovětský svaz  | 6     | 16     | 7     | 3      | 6       | 19:18   | 17   |
|     | z toho SNS            | 1     | 3      | 0     | 2      | 1       | 1:4     | 2    |
|     | z toho Rusko          | 5     | 17     | 6     | 2      | 9       | 20:30   | 20   |
| 10. | Chorvatsko            | 6     | 22     | 9     | 6      | 7       | 30:28   | 33   |
| 11. | Belgie                | 6     | 22     | 11    | 2      | 9       | 31:28   | 32   |
| 12. | Dánsko                | 9     | 33     | 10    | 6      | 17      | 42:50   | 32   |
| 13. | Švédsko               | 7     | 24     | 7     | 7      | 10      | 30:28   | 26   |
| 14. | Řecko                 | 4     | 16     | 5     | 3      | 8       | 14:20   | 18   |
| 15. | Švýcarsko             | 5     | 18     | 3     | 8      | 7       | 16:24   | 17   |
| 16. | Wales                 | 2     | 10     | 5     | 1      | 4       | 13:12   | 16   |
| 17. | Turecko               | 5     | 18     | 4     | 2      | 12      | 14:30   | 14   |
| 18. | Polsko                | 4     | 14     | 2     | 7      | 5       | 11:15   | 13   |
| 19. | Maďarsko              | 4     | 11     | 2     | 4      | 5       | 14:20   | 9    |
| 20. | Ukrajina              | 3     | 11     | 3     | 0      | 8       | 8:19    | 9    |
| 21. | Srbsko                | 5     | 14     | 3     | 2      | 9       | 22:39   | 9    |
| 22. | Island                | 1     | 5      | 2     | 2      | 1       | 8:9     | 8    |
| 23. | Rakousko              | 3     | 10     | 2     | 2      | 6       | 7:12    | 8    |
| 24. | Rumunsko              | 5     | 16     | 1     | 5      | 10      | 10:21   | 8    |
| 25. | Skotsko               | 3     | 9      | 2     | 2      | 5       | 5:10    | 7    |
| 26. | Slovensko             | 2     | 7      | 2     | 1      | 4       | 5:13    | 7    |
| 27. | Irsko                 | 3     | 10     | 2     | 2      | 6       | 6:17    | 7    |
| 28. | Norsko                | 1     | 3      | 1     | 1      | 1       | 1:1     | 4    |
| 29. | Bulharsko             | 2     | 6      | 1     | 1      | 4       | 4:13    | 4    |
| 30. | Severní Irsko         | 1     | 4      | 1     | 0      | 3       | 2:3     | 3    |
| 31. | Albánie               | 1     | 3      | 1     | 0      | 2       | 1:3     | 3    |
| 31. | Finsko                | 1     | 3      | 1     | 0      | 2       | 1:3     | 3    |
| 33. | Slovinsko             | 1     | 3      | 0     | 2      | 1       | 4:5     | 2    |
| 34. | Lotyšsko              | 1     | 3      | 0     | 1      | 2       | 1:5     | 1    |
| 35. | Severní Makedonie     | 1     | 3      | 0     | 0      | 3       | 2:8     | 0    |
|     |                       |       | 674    | 252   | 170    | 252     | 829:829 | 865  |

### Účast jednotlivých zemí v kvalifikaci do roku 2021 (včetně)
Tabulka zobrazuje celkovou bilanci jednotlivých zemí v kvalifikaci. Od mistrovství Evropy 1980 se nemusí pořadatelská země účastnit kvalifikace.
| Země                       | Účast | Zápasy | Výhry | Remízy | Porážky | Skóre   | Body |
| -------------------------- | ----- | ------ | ----- | ------ | ------- | ------- | ---- |
| Albánie                    | 13    | 101    | 20    | 23     | 58      | 88:173  | 83   |
| Andorra                    | 6     | 60     | 1     | 1      | 58      | 14:169  | 4    |
| Anglie                     | 14    | 108    | 73    | 24     | 11      | 258:64  | 243  |
| Arménie                    | 7     | 68     | 15    | 13     | 40      | 65:110  | 58   |
| Ázerbájdžán                | 7     | 68     | 6     | 10     | 52      | 41:165  | 28   |
| Belgie                     | 14    | 114    | 59    | 26     | 29      | 210:115 | 203  |
| Bělorusko                  | 7     | 67     | 15    | 13     | 39      | 53:104  | 58   |
| Bosna a Hercegovina        | 6     | 65     | 26    | 12     | 27      | 95:94   | 90   |
| Bulharsko                  | 16    | 122    | 50    | 29     | 43      | 164:140 | 179  |
| Černá Hora                 | 3     | 28     | 6     | 8      | 14      | 20:45   | 26   |
| Československo / ČR        | 16    | 124    | 81    | 21     | 22      | 251:102 | 264  |
| z toho Československo      | 9     | 56     | 31    | 13     | 12      | 107:48  | 85   |
| z toho Česko               | 7     | 68     | 50    | 8      | 10      | 144:54  | 179  |
| Dánsko                     | 16    | 123    | 57    | 30     | 36      | 208:145 | 201  |
| Estonsko                   | 7     | 70     | 15    | 8      | 46      | 49:129  | 54   |
| Faerské ostrovy            | 8     | 78     | 7     | 6      | 65      | 44:212  | 25   |
| Finsko                     | 14    | 114    | 33    | 24     | 57      | 125:172 | 123  |
| Francie                    | 14    | 112    | 67    | 27     | 18      | 231:91  | 228  |
| Gibraltar                  | 2     | 18     | 0     | 0      | 18      | 5:87    | 0    |
| Gruzie                     | 7     | 70     | 19    | 10     | 41      | 71:101  | 67   |
| Chorvatsko                 | 7     | 70     | 45    | 16     | 9       | 135:46  | 151  |
| Irsko                      | 16    | 130    | 53    | 41     | 36      | 190:141 | 200  |
| Island                     | 13    | 108    | 31    | 18     | 59      | 98:160  | 111  |
| Itálie                     | 14    | 118    | 74    | 30     | 14      | 224:76  | 252  |
| Izrael                     | 7     | 71     | 28    | 14     | 29      | 112:96  | 98   |
| Kosovo                     | 1     | 9      | 3     | 2      | 4       | 14:18   | 11   |
| Kypr                       | 14    | 114    | 19    | 15     | 80      | 98:288  | 72   |
| Lichtenštejnsko            | 7     | 68     | 5     | 9      | 54      | 21:207  | 24   |
| Litva                      | 7     | 66     | 20    | 9      | 37      | 55:108  | 69   |
| Lotyšsko                   | 7     | 72     | 21    | 13     | 38      | 70:116  | 76   |
| Lucembursko                | 15    | 117    | 8     | 11     | 98      | 51:319  | 35   |
| Kazachstán                 | 4     | 44     | 7     | 8      | 29      | 37:80   | 29   |
| Maďarsko                   | 16    | 131    | 50    | 27     | 43      | 147:162 | 177  |
| Malta                      | 14    | 112    | 4     | 14     | 94      | 52:315  | 26   |
| Moldavsko                  | 7     | 68     | 12    | 9      | 47      | 58:140  | 45   |
| Německo                    | 13    | 106    | 76    | 20     | 10      | 267:68  | 248  |
| NDR                        | 8     | 46     | 20    | 12     | 14      | 76:57   | 52   |
| Nizozemsko                 | 14    | 117    | 77    | 16     | 24      | 274:92  | 247  |
| Norsko                     | 16    | 125    | 47    | 25     | 53      | 167:171 | 166  |
| Polsko                     | 15    | 110    | 52    | 28     | 30      | 182:115 | 184  |
| Portugalsko                | 15    | 115    | 66    | 26     | 23      | 216:107 | 224  |
| Rakousko                   | 15    | 109    | 51    | 17     | 41      | 202:155 | 170  |
| Rumunsko                   | 16    | 126    | 63    | 37     | 26      | 226:118 | 226  |
| SSSR / Rusko               | 16    | 130    | 81    | 29     | 20      | 268:94  | 272  |
| z toho Sovětský svaz       | 9     | 58     | 34    | 16     | 8       | 113:41  | 89   |
| z toho Rusko               | 7     | 72     | 47    | 13     | 12      | 155:53  | 183  |
| Řecko                      | 15    | 119    | 56    | 22     | 39      | 170:136 | 192  |
| San Marino                 | 8     | 76     | 0     | 1      | 75      | 8:340   | 1    |
| Severní Irsko              | 15    | 120    | 44    | 27     | 49      | 131:154 | 159  |
| Severní Makedonie          | 7     | 70     | 17    | 11     | 42      | 66:128  | 62   |
| Skotsko                    | 14    | 122    | 57    | 28     | 37      | 183:139 | 199  |
| Slovensko                  | 7     | 70     | 33    | 12     | 25      | 109:89  | 111  |
| Slovinsko                  | 7     | 76     | 29    | 16     | 33      | 99:91   | 103  |
| Jugoslávie / Srbsko        | 15    | 114    | 60    | 28     | 26      | 206:128 | 205  |
| z toho Jugoslávie          | 10    | 64     | 40    | 12     | 12      | 132:62  | 92   |
| z toho Srbsko a Černá Hora | 1     | 8      | 3     | 3      | 2       | 11:11   | 9    |
| z toho Srbsko              | 4     | 42     | 17    | 13     | 12      | 63:55   | 104  |
| Španělsko                  | 16    | 125    | 89    | 18     | 18      | 314:91  | 285  |
| Švédsko                    | 14    | 114    | 61    | 26     | 27      | 197:111 | 209  |
| Švýcarsko                  | 14    | 100    | 44    | 24     | 32      | 172:122 | 156  |
| Turecko                    | 16    | 120    | 51    | 29     | 40      | 152:152 | 182  |
| Ukrajina                   | 6     | 62     | 29    | 17     | 16      | 90:57   | 104  |
| Wales                      | 15    | 112    | 45    | 23     | 44      | 135:139 | 158  |

## Nejlepší střelci na závěrečných turnajích
| Stát           | Hráč                   | Počet branek | Góly                                                  |
| -------------- | ---------------------- | ------------ | ----------------------------------------------------- |
| Portugalsko    | Cristiano Ronaldo      | 14           | (2004, (2); 2008, (1); 2012, (3); 2016, (3), 2021 (5) |
| Francie        | Michel Platini         | 9            | (1984, 9)                                             |
| Anglie         | Alan Shearer           | 7            | (1996, 5; 2000, 2)                                    |
| Nizozemsko     | Patrick Kluivert       | 6            | (1996, 1; 2000, 5)                                    |
| Portugalsko    | Nuno Gomes             | 6            | (2000, 4; 2004, 1; 2008, 1)                           |
| Francie        | Thierry Henry          | 6            | (2000, 3; 2004, 2; 2008, 1)                           |
| Nizozemsko     | Ruud van Nistelrooy    | 6            | (2004, 4; 2008, 2)                                    |
| Švédsko        | Zlatan Ibrahimović     | 6            | (2004, 2; 2008, 2; 2012, 2)                           |
| Anglie         | Wayne Rooney           | 6            | (2004, 4; 2012, 1; 2016, 1)                           |
| Francie        | Antoine Griezmann      | 7            | (2016, 6; 2021, 1)                                    |
| Španělsko      | Álvaro Morata          | 6            | (2016, 3; 2021 (3)                                    |
| Nizozemsko     | Marco van Basten       | 5            | (1988, 5)                                             |
| Německo        | Jürgen Klinsmann       | 5            | (1988, 1; 1992, 1; 1996, 3)                           |
| Srbsko         | Savo Milošević         | 5            | (2000, 5)                                             |
| Francie        | Zinédine Zidane        | 5            | (2000, 2; 2004, 3)                                    |
| Česko          | Milan Baroš            | 5            | (2004, 5)                                             |
| Španělsko      | Fernando Torres        | 5            | (2008, 2; 2012, 3)                                    |
| Německo        | Mario Gómez            | 5            | (2012, 3; 2016, 2)                                    |
| Česko          | Patrik Schick          | 6            | (2021, 5; 2024, 1)                                    |
| Polsko         | Robert Lewandowski     | 5            | (2012 (1), 2016 (1), 2021 (3)                         |
| Jugoslávie     | Dragan Džajić          | 4            | (1968, 2; 1976, 2)                                    |
| Německo        | Gerd Müller            | 4            | (1972, 4)                                             |
| Německo        | Dieter Müller          | 4            | (1976, 4)                                             |
| Německo        | Rudi Völler            | 4            | (1984, 2; 1988, 2)                                    |
| Nizozemsko     | Dennis Bergkamp        | 4            | (1992, 3; 1996, 1)                                    |
| Česko          | Vladimír Šmicer        | 4            | (1996, 1; 2000, 2; 2004, 1)                           |
| Švédsko        | Henrik Larsson         | 4            | (2000, 1; 2004, 3)                                    |
| Řecko          | Angelos Charisteas     | 4            | (2004, 3; 2008, 1)                                    |
| Španělsko      | David Villa            | 4            | (2008, 4)                                             |
| Německo        | Lukas Podolski         | 4            | (2008, 3; 2012, 1)                                    |
| Rusko          | Roman Pavljučenko      | 4            | (2008, 3; 2012, 1)                                    |
| Belgie         | Romelu Lukaku          | 4            | 2021 (4)                                              |
| Anglie         | Harry Kane             | 4            | 2021 (4)                                              |
| Francie        | Karim Benzema          | 4            | 2021 (4)                                              |
| Švédsko        | Emil Forsberg          | 4            | 2021 (4)                                              |
| Sovětský svaz  | Valentin Kozmič Ivanov | 3            | (1960, 2; 1964, 1)                                    |
| Sovětský svaz  | Viktor Ponědělnik      | 3            | (1960, 2; 1964, 1)                                    |
| Československo | Zdeněk Nehoda          | 3            | (1976, 1; 1980, 2)                                    |
| Německo        | Klaus Allofs           | 3            | (1980, 3)                                             |
| Dánsko         | Frank Arnesen          | 3            | (1984, 3)                                             |
| Dánsko         | Henrik Larsen          | 3            | (1992, 3)                                             |
| Německo        | Karl-Heinz Riedle      | 3            | (1992, 3)                                             |
| Švédsko        | Tomas Brolin           | 3            | (1992, 3)                                             |
| Bulharsko      | Christo Stoičkov       | 3            | (1996, 3)                                             |
| Chorvatsko     | Davor Šuker            | 3            | (1996, 3)                                             |
| Dánsko         | Brian Laudrup          | 3            | (1996, 3)                                             |
| Španělsko      | Alfonso Pérez          | 3            | (1996, 1; 2000, 2)                                    |
| Francie        | Youri Djorkaeff        | 3            | (1996, 1; 2000, 2)                                    |
| Portugalsko    | Sérgio Conceição       | 3            | (2000, 3)                                             |
| Slovensko      | Zlatko Zahovič         | 3            | (2000, 3)                                             |
| Francie        | David Trézéguet        | 3            | (2000, 2; 2004, 1)                                    |
| Dánsko         | Jon Dahl Tomasson      | 3            | (2004, 3)                                             |
| Anglie         | Frank Lampard          | 3            | (2004, 3)                                             |
| Česko          | Jan Koller             | 3            | (2004, 2; 2008, 1)                                    |
| Německo        | Michael Ballack        | 3            | (2004, 1; 2008, 2)                                    |
| Portugalsko    | Hélder Postiga         | 3            | (2004, 1; 2008, 1; 2012, 1)                           |
| Itálie         | Antonio Cassano        | 3            | (2004, 2; 2012, 1)                                    |
| Švýcarsko      | Hakan Yakin            | 3            | (2008, 3)                                             |
| Turecko        | Semih Şentürk          | 3            | (2008, 3)                                             |
| Německo        | Miroslav Klose         | 3            | (2008, 2; 2012, 1)                                    |
| Nizozemsko     | Robin van Persie       | 3            | (2008, 2; 2012, 1)                                    |
| Španělsko      | Francesc Fàbregas      | 3            | (2008, 1; 2012, 2)                                    |
| Španělsko      | David Silva            | 3            | (2008, 1; 2012, 2)                                    |
| Německo        | Bastian Schweinsteiger | 3            | (2008, 2; 2016, 1)                                    |
| Itálie         | Mario Balotelli        | 3            | (2012, 3)                                             |
| Chorvatsko     | Mario Mandžukić        | 3            | (2012, 3)                                             |
| Rusko          | Alan Dzagojev          | 3            | (2012, 3)                                             |
| Polsko         | Jakub Błaszczykowski   | 3            | (2012, 1; 2016, 2)                                    |
| Wales          | Gareth Bale            | 3            | (2016, 3)                                             |
| Francie        | Olivier Giroud         | 3            | (2016, 3)                                             |
| Francie        | Dimitri Payet          | 3            | (2016, 3)                                             |
| Portugalsko    | Nani                   | 3            | (2016, 3)                                             |
| Dánsko         | Kasper Dolberg         | 3            | 2021 (3)                                              |
| Anglie         | Raheem Sterling        | 3            | 2021 (3)                                              |
| Nizozemsko     | Georginio Wijnaldum    | 3            | 2021 (3)                                              |
| Švýcarsko      | Haris Seferović        | 3            | 2021 (3)                                              |
| Švýcarsko      | Xherdan Shaqiri        | 3            | 2021 (3)                                              |

## All-stars
All-stars.

### Francie 1960
- UEFA zde

- Lev Jašin
- Vladimir Durković
- Ladislav Novák
- Igor Netto
- Josef Masopust
- Valentin Kozmič Ivanov
- Slava Metreveli
- Milan Galić
- Viktor Ponědělnik
- Dragoslav Šekularac
- Bora Kostić

### Španělsko 1964
- UEFA zde

- Lev Jašin
- Feliciano Rivilla
- Dezső Novák
- Ignacio Zoco
- Ferran Olivella
- Amancio Amaro
- Ferenc Bene
- Valentin Kozmič Ivanov
- Jesús Pereda
- Luis Suárez Miramontes
- Flórián Albert

### Itálie 1968
- UEFA zde

- Dino Zoff
- Mirsad Fazlagić
- Giacinto Facchetti
- Ivica Osim
- Albert Šestěrňov
- Bobby Moore
- Angelo Domenghini
- Geoff Hurst
- Luigi Riva
- Sandro Mazzola
- Dragan Džajić

### Belgie 1972
- UEFA zde

- Jevhen Rudakov
- Revaz Dzodzuašvili
- Paul Breitner
- Herbert Wimmer
- Murtaz Churcilava
- Franz Beckenbauer
- Jupp Heynckes
- Uli Hoeneß
- Gerd Müller
- Günter Netzer
- Raoul Lambert

### Jugoslávie 1976
- UEFA zde

- Ivo Viktor
- Ján Pivarník
- Ruud Krol
- Jaroslav Pollák
- Anton Ondruš
- Franz Beckenbauer
- Rainer Bonhof
- Zdeněk Nehoda
- Dieter Müller
- Antonín Panenka
- Dragan Džajić

### Itálie 1980
- UEFA zde

- Dino Zoff
- Claudio Gentile
- Karlheinz Förster
- Gaetano Scirea
- Hans-Peter Briegel
- Jan Ceulemans
- Marco Tardelli
- Bernd Schuster
- Hansi Müller
- Karl-Heinz Rummenigge
- Horst Hrubesch

### Francie 1984
- UEFA zde

- Harald Schumacher
- João Pinto
- Karlheinz Förster
- Morten Olsen
- Andreas Brehme
- Fernando Chalana
- Jean Tigana
- Michel Platini
- Frank Arnesen
- Rudi Völler
- Alain Giresse

### NSR 1988
- UEFA zde

- Hans van Breukelen
- Giuseppe Bergomi
- Paolo Maldini
- Ronald Koeman
- Frank Rijkaard
- Ruud Gullit
- Jan Wouters
- Giuseppe Giannini
- Gianluca Vialli
- Lothar Matthäus
- Marco van Basten

### Švédsko 1992
- UEFA zde

- Peter Schmeichel
- Jocelyn Angloma
- Andreas Brehme
- Laurent Blanc
- Jürgen Kohler
- Ruud Gullit
- Stefan Effenberg
- Thomas Häßler
- Marco van Basten
- Dennis Bergkamp
- Brian Laudrup

### Anglie 1996
- UEFA zde

- David Seaman
- Andreas Köpke
- Radoslav Látal
- Laurent Blanc
- Marcel Desailly
- Matthias Sammer
- Paolo Maldini
- Didier Deschamps
- Steve McManaman
- Paul Gascoigne
- Rui Costa
- Karel Poborský
- Dieter Eilts
- Jürgen Klinsmann
- Alan Shearer
- Christo Stoičkov
- Davor Šuker
- Youri Djorkaeff
- Pavel Kuka

### Belgie a Nizozemsko 2000
- UEFA zde

- Francesco Toldo
- Fabien Barthez
- Lilian Thuram
- Laurent Blanc
- Marcel Desailly
- Alessandro Nesta
- Fabio Cannavaro
- Paolo Maldini
- Frank de Boer
- Patrick Vieira
- Zinédine Zidane
- Luís Figo
- Rui Costa
- Edgar Davids
- Demetrio Albertini
- Josep Guardiola
- Thierry Henry
- Patrick Kluivert
- Nuno Gomes
- Raúl
- Francesco Totti
- Savo Milošević

### Portugalsko 2004
- UEFA zde

- Petr Čech
- Antonios Nikopolidis
- Jorge Andrade
- Ricardo Carvalho
- Ashley Cole
- Johnny Heitinga
- Olof Mellberg
- Giourkas Seitaridis
- Gianluca Zambrotta
- Michael Ballack
- Luís Figo
- Cristiano Ronaldo
- Maniche
- Deco
- Frank Lampard
- Pavel Nedvěd
- Theodoros Zagorakis
- Zinédine Zidane
- Milan Baroš
- Dado Pršo
- Henrik Larsson
- Jon Dahl Tomasson
- Ruud van Nistelrooy
- Angelos Charisteas

### Rakousko a Švýcarsko 2008
- UEFA zde

- Gianluigi Buffon
- Iker Casillas
- Edwin van der Sar
- José Bosingwa
- Philipp Lahm
- Carlos Marchena
- Pepe
- Carles Puyol
- Jurij Žirkov
- Hamit Altıntop
- Luka Modrić
- Marcos Senna
- Xavi
- Konstantin Zyrjanov
- Michael Ballack
- Francesc Fàbregas
- Andrés Iniesta
- Lukas Podolski
- Wesley Sneijder
- Andrej Aršavin
- Roman Pavljučenko
- Fernando Torres
- David Villa

### Polsko a Ukrajina 2012
- UEFA zde

- Gianluigi Buffon
- Iker Casillas
- Manuel Neuer
- Gerard Piqué
- Fábio Coentrão
- Philipp Lahm
- Pepe
- Sergio Ramos
- Jordi Alba
- Daniele De Rossi
- Steven Gerrard
- Xavi
- Andrés Iniesta
- Sami Khedira
- Sergio Busquets
- Mesut Özil
- Andrea Pirlo
- Xabi Alonso
- Mario Balotelli
- Francesc Fàbregas
- Cristiano Ronaldo
- Zlatan Ibrahimović
- David Silva

### Francie 2016
- Rui Patrício
- Joshua Kimmich
- Jérôme Boateng
- Pepe
- Raphaël Guerreiro
- Toni Kroos
- Joe Allen
- Antoine Griezmann
- Aaron Ramsey
- Dimitri Payet
- Cristiano Ronaldo[9]

### Euro 2020
- Gianluigi Donnarumma
- Kyle Walker
- Leonardo Bonucci
- Harry Maguire
- Leonardo Spinazzola
- Pierre-Emile Højbjerg
- Jorginho
- Pedri
- Federico Chiesa
- Romelu Lukaku
- Raheem Sterling[10]

### Německo 2024
- Mike Maignan
- Kyle Walker
- William Saliba
- Manuel Akanji
- Marc Cucurella
- Rodri
- Dani Olmo
- Fabián Ruiz
- Lamine Yamal
- Jamal Musiala
- Nico Williams